# Minton Sparks
Minton Sparks (? –), énekmondó, mesemondó, költő, énekes, komédiás, pedagógus, író, aktivista, esszéíró, filozófus, festő; előadóművész.

## Pályafutása
A Minton Sparks vadon eredeti költészetét és a történetmesélés mámorító ajándékát olvasztja össze olyan előadásokká, melyeken megosztja emlékeit arról, ahogy egy amerikai déli kisvárosi családban felnőtt. A  nashville-i költő szerint konzervatív country folk rajongók számára is van némi esély a kimondott szó megértése. Lakonikus, esetenként fanyar történetei az amerikai dél életét idézik fel.
Fellépéseit az Old Towne School of Folk Musictól a New York-i Lincoln Centerig, a Grand Ole Opry-ig rendezi. A Sparks előadásait John Jackson akusztikus gitárjának zenéje színezi, aki Bob Dylannel is játszott. Előadásait önmaga akusztikus gitáron, mandolinon, dobrón, mandolán, bendzsón kiséri.

## híres dal
Uncle Curtis

## Lemezek
- 2001: Middlin' Sisters
- 2003: This Dress
- 2005: Sin Sick
- é.n.: Minton Sparks Live at the Station Inn
- é.n.: Gold Digger
- 2021: Where Humans End and Birds Begin